# Port Gibson
La ville de Port Gibson est le siège du comté de Claiborne, situé dans l'État du Mississippi, aux États-Unis. La population était de 1 269 habitants au recensement de 2020.
Les premiers colons européens à Port Gibson étaient des colons français en 1729. Elle faisait partie de La Louisiane et a été rattachée aux États-Unis en 1803 après la vente de la Louisiane. En raison du développement des plantations de coton dans la région après l'élimination des Indiens, les planteurs de l'État ont acheté des milliers d'esclaves afro-américains du Sud. Les Afro-Américains étaient majoritaires avant la guerre de Sécession.
Plusieurs personnes célèbres sont originaires de Port Gibson. La ville a été le théâtre d'actions pendant la guerre de Sécession, elle possède plusieurs sites historiques répertoriés dans le Registre national des lieux historiques.
Au XXe siècle, Port Gibson était le siège de The Rabbit's Foot Company, qui eut un rôle important dans le développement du blues dans le Mississippi, notamment dans les tavernes et les juke-joints maintenant inclus sur le Mississippi Blues Trail (en). Avec le déclin de l'agriculture et le manque d'autres emplois, la ville et le comté ont souffert d'une réduction de la population et de la pauvreté. Le pic de la population dans la ville a été atteint en 1950. Un rapport au New York Times en 2002 a caractérisé Port Gibson comme 80 % noir et pauvre, 20 % des familles ayant des revenus inférieurs à 10 000 $ par an selon le Recensement de 2000. Elle possède également une population minoritaire de blancs, dont beaucoup sont liés à l'histoire du coton.

## Histoire
Intégrée en tant que ville le 12 mars 1803, Port Gibson est le troisième plus ancien établissement européen-américain du Mississippi. Elle s'est développée à partir de 1729 grâce à des colons français, et était alors dans un territoire français faisant partie de la Louisiane. L'un de ses bâtiments de l'ancien collège féminin fondé en 1843 sert maintenant d'hôtel de ville.
Port Gibson a été le lieu de plusieurs affrontements pendant la guerre de Sécession notamment lors de la campagne de Vicksburg d'Ulysses S. Grant. La bataille de Port Gibson s'est produite le 1er mai 1863 et a entraîné la mort de plus de 200 soldats unionistes et confédérés. La bataille a été un tournant dans la capacité des confédérés à tenir le Mississippi et à se défendre contre une attaque amphibie.
Beaucoup de bâtiments historiques de la ville ont survécu à la guerre civile parce que Grant aurait proclamé que la ville était « trop belle à brûler ». Ces mots apparaissent sur les panneaux d'entrée de la ville. Parmi les bâtiments historiques de la ville on compte les ruines de Windsor (en), qui ont été le décor de plusieurs films.
Bien que Port Gibson n'ait plus une communauté juive, la synagogue de Gemiluth Chessed (en), construite en 1892, eut une congrégation active lorsque la ville a prospéré en tant que siège du comté. C'est la plus ancienne synagogue et le seul bâtiment d'architecture néo-mauresque dans l'État. La population juive s'est ensuite progressivement déplacée vers des zones offrant plus d'opportunités.

## Mississipi blues trail
The Rabbit's Foot Company a été créé en 1900 par Pat Chappelle (en), un propriétaire de théâtre afro-américain de Tampa, en Floride. Il possédait le premier spectacle de vaudeville de voyage dans les États du Sud, avec un casting de chanteurs, musiciens, comédiens et animateurs tous noirs. Après sa mort en 1911, la société a été reprise par F. S. Wolcott (en), un fermier blanc qui a basé la société à Port Gibson après 1918 jusque 1950.
Un marqueur historique sur le Mississippi Blues Trail a été placé par la Mississippi Blues Commission à Port Gibson, en commémorant la contribution que The Rabbit's Foot Company a faite au développement du blues dans le Mississippi.

## Galerie photographique

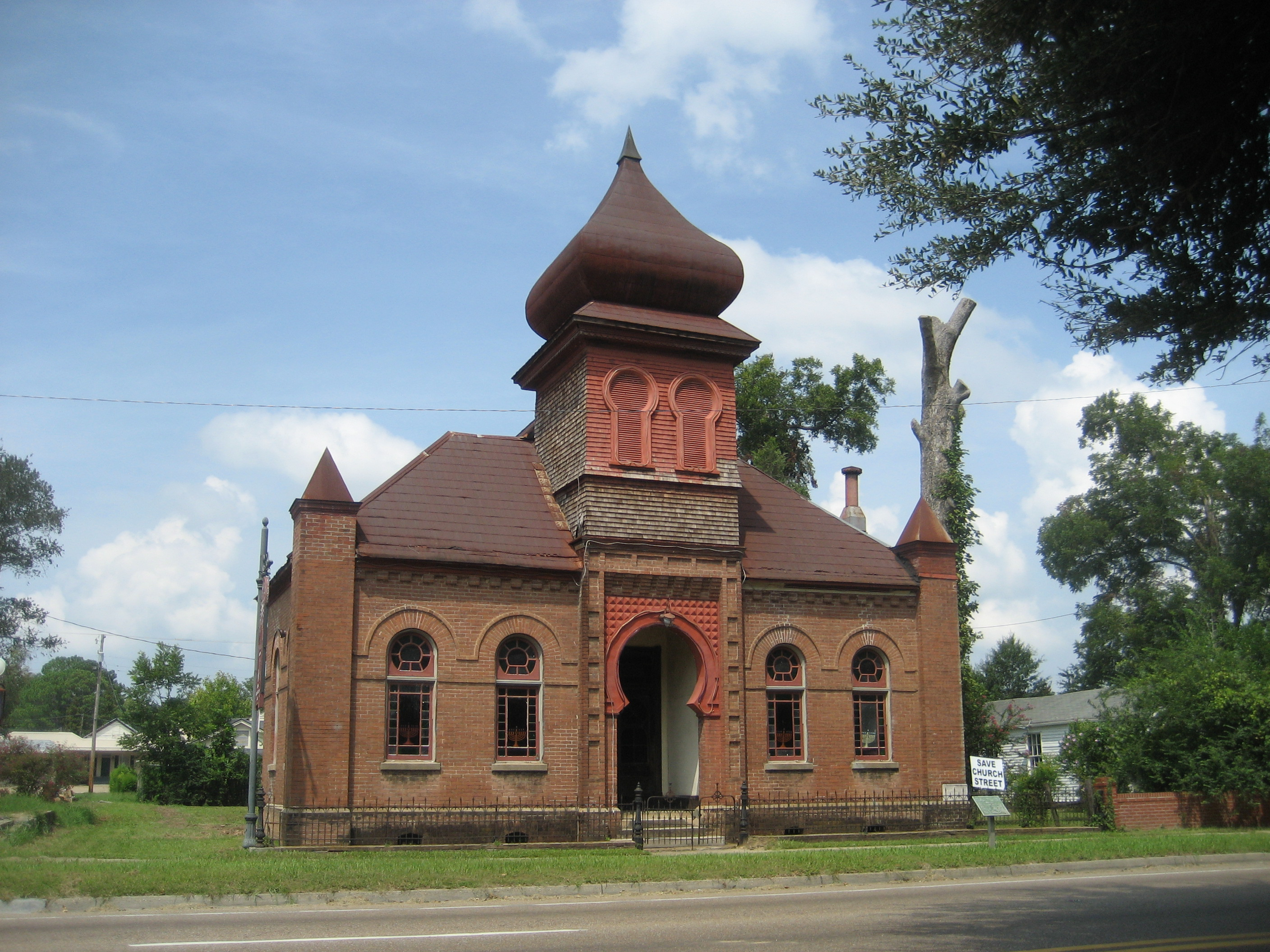
Synagogue
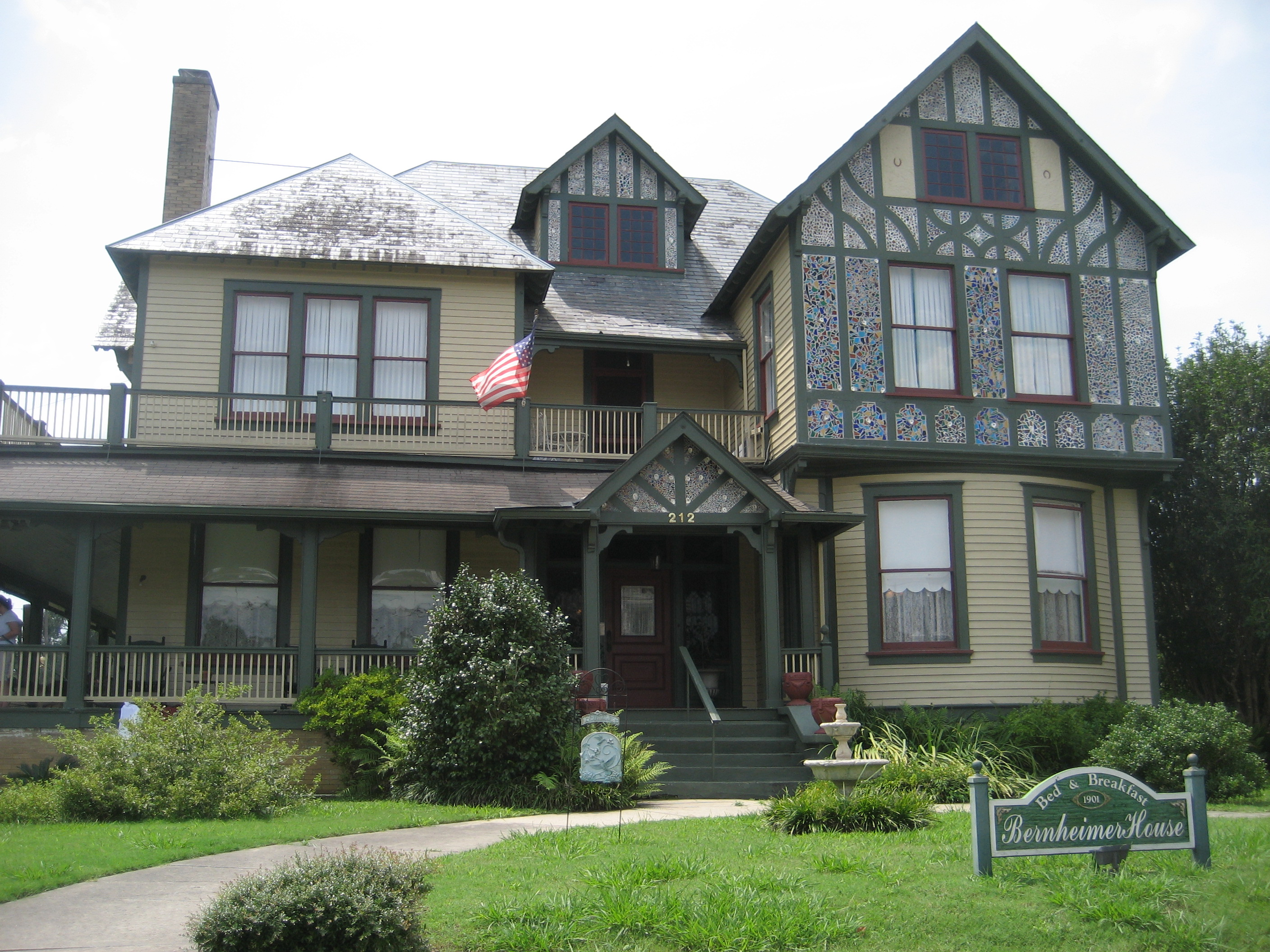
Bernheimer House
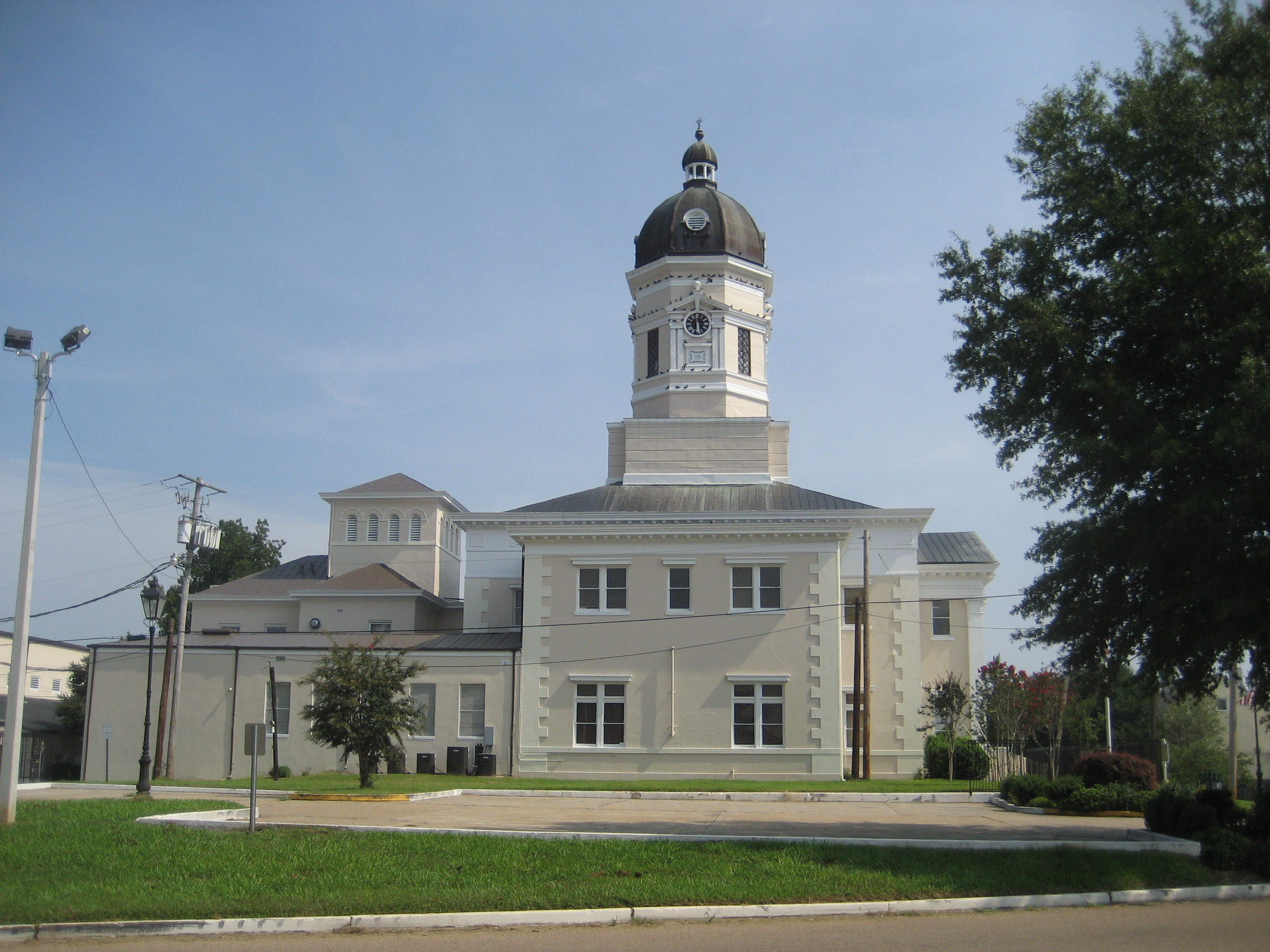
Claiborne Courthouse
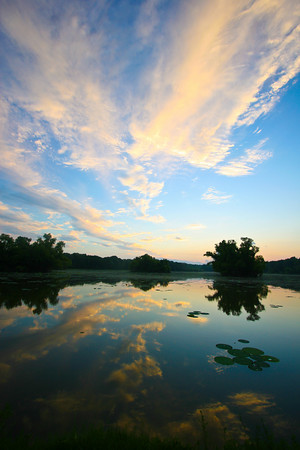
Lac Hamilton
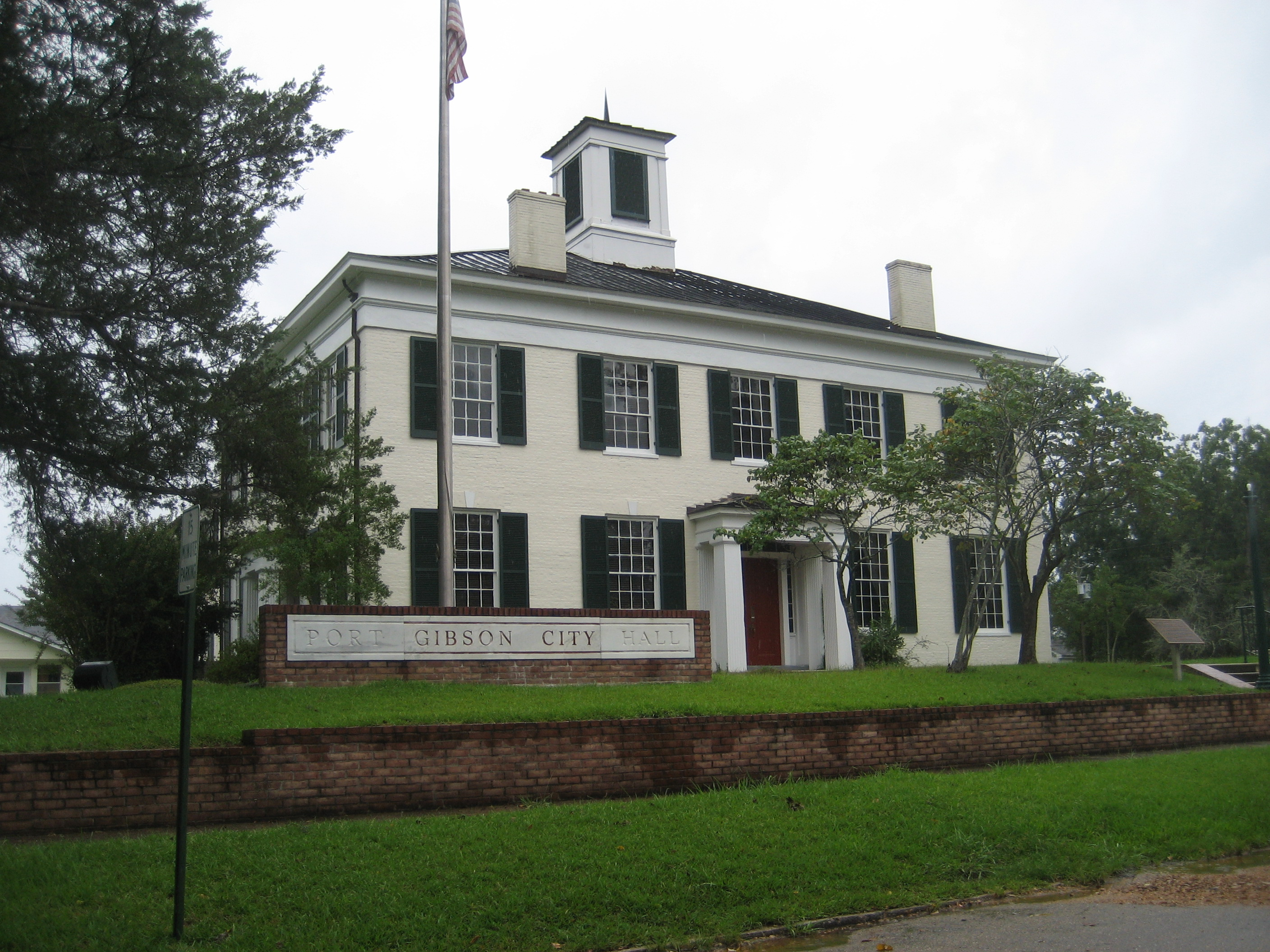
Hôtel de ville
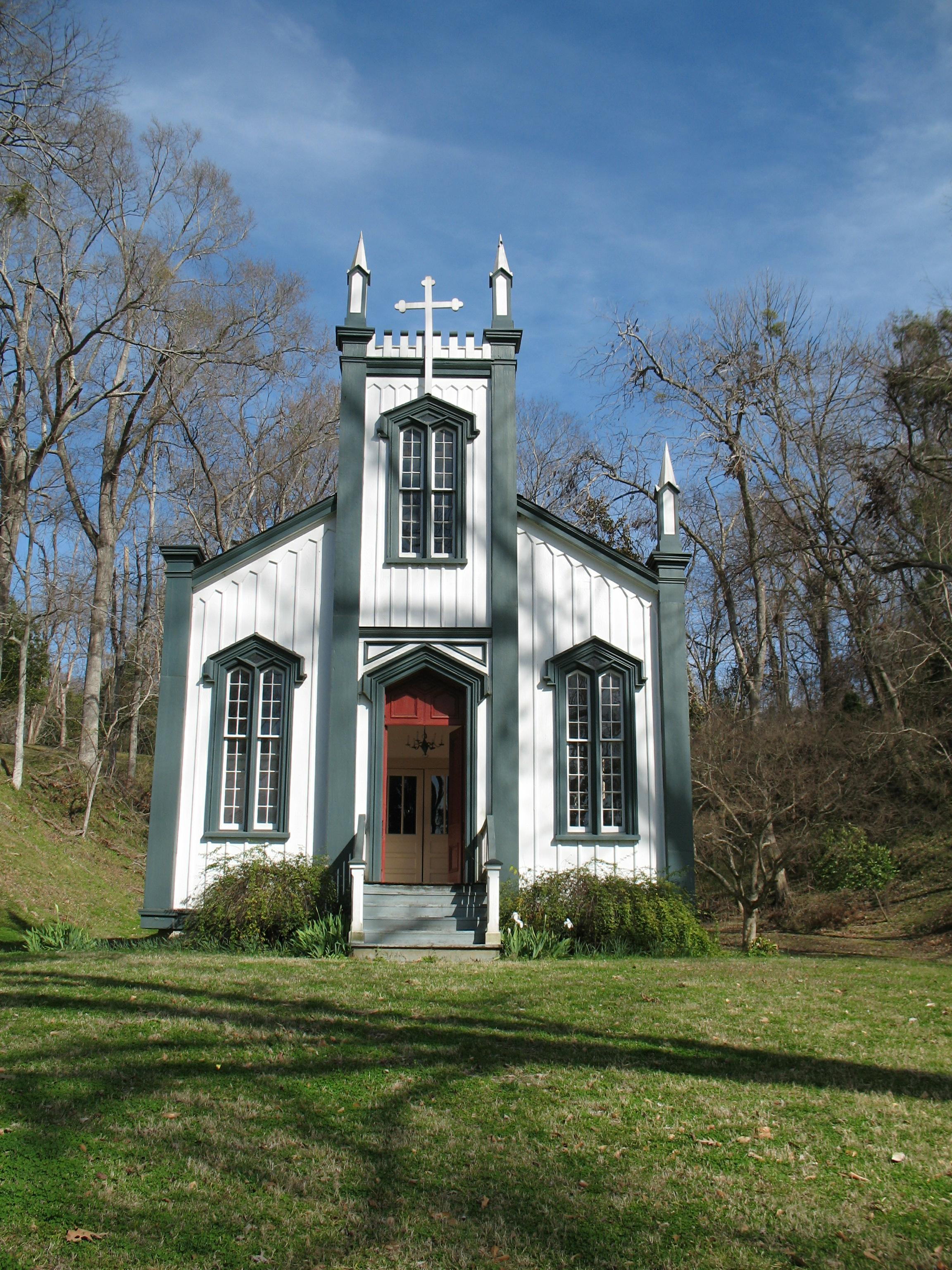
Église du Sacré-Cœur de Port Gibson